# 艾爾莎科技
艾爾莎科技（ELSA Technology Inc.）1980年成立於德國亚琛，並在美國、中國大陸、台灣以及日本設有子公司。1986年與Beisch Elektronik公司合併，成立電腦圖形加速卡產品部門，正式開始顯示卡的研發與銷售。

## 公司歷史
艾爾莎最早的顯示卡是基於3Dlabs晶片的，直到1997年開始與NVIDIA合作，1998年將NVIDIA的RIVA TNT2改為專業顯示卡推出了Synergy II，其實力獲得NVIDIA青睞。其後艾爾莎更將驅動程式編寫團隊賣給NVIDIA，從而換取Quadro顯示卡三年的全球獨家銷售權。2002年2月，德國艾爾莎宣佈破產並進行大規模重組；而其海外的台灣與日本子公司由於財務相對獨立，影響相對較小，從此開始脫離德國總部單獨營運。

### 德國艾爾莎
2002年8月，德國原艾爾莎總部開始推出搭載ATI顯示晶片的產品，但由於其經營不善，於2004年再度破產倒閉。

### 台灣艾爾莎
台灣艾爾莎於2003年被技嘉收購。同德國艾爾莎一樣開始推出ATI的產品，但保留了NVIDIA品牌的產品線。在2004年德國艾爾莎倒閉後，台灣艾爾莎購買了其ELSA品牌使用權，並在德國創建了其子公司，成為原德國艾爾莎的替代者。2007年，台灣艾爾莎與中國大陸的昂達公司合作，由昂達全權代理台灣艾爾莎的顯示卡。2007年底，台灣艾爾莎與昂達終止合作，隨後將其業務轉向了LED照明領域。

### 日本艾爾莎
日本的TJC（Technology Joint Corporation）買下了ELSA品牌在日本的使用權，並保留了原德國艾爾莎的特點，繼續生產NVIDIA的顯示卡，並維持Quadro系列在日本的獨家銷售權。